# Óttar (mitologia)

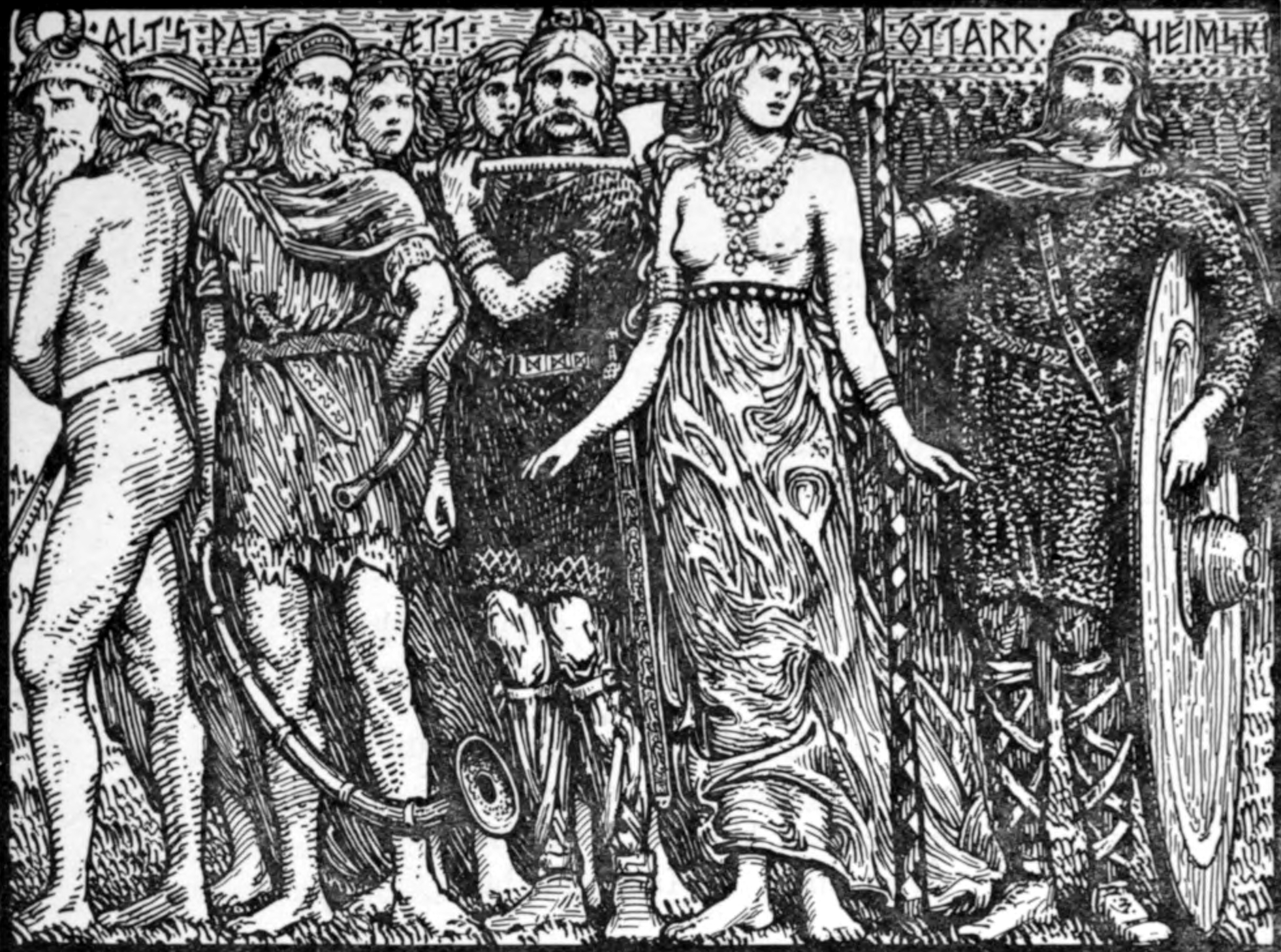
"A ancestralidade de Ottar" (1908) de WG Collingwood

Na mitologia nórdica, Óttar, também conhecido como Óttar, o Simples, é um protegido da deusa Freyja . Ele aparece em Hyndluljóð (a Balada de Hyndla), um poema da Edda Poética . Neste conto, Óttar é considerado muito devoto com os deuses, Ele construiu um santuário de pedras, um hörgr, e nele fez muitas oferendas a Freyja. A deusa respondeu às suas orações e partiu em uma jornada para ajudá-lo a encontrar sua ancestralidade. Freyja disfarçou Óttar como seu javali Hildisvini (o Porco-de-Batalha) e o trouxe para a gigante Jötunn Hyndla, uma vidente. Lá, Freyja forçou Hyndla a contar a Óttar sobre seus ancestrais, bem como a dar-lhe uma poção de memória para que ele se lembrasse de tudo o que lhe foi dito.
Foi teorizado que a estrutura do poema foi criada para que o poeta do século XII produzisse uma lista de nomes de heróis míticos. O poema não se conecta muito com outros poemas do Edda e é frequentemente visto como um trabalho semi-histórico. 